# Cher Butler
Cher Butler (Garlad, Texas, 6 de marzo de 1964) es una modelo y actriz estadounidense. Fue elegida por Playboy como Playmate del Mes de agosto, 1985. En 1989, cambió su nombre Cheryl Kay y protagonizó en el papel principal de la película Crack House con Richard Roundtree, Anthony Geary y Jim Brown.